# Дори (В поисках Немо)
Дори (англ. Dory) — вымышленный голубой хирург и главный герой американских мультфильмов студии «Pixar» «В поисках Немо» и «В поисках Дори». У неё проблема с краткосрочной памятью, что часто вызывает у Марлина разочарование, особенно когда его сын Немо находится в опасности. Однако её детский оптимизм и способность общаться на разных языках людей и китов помогли ей и Марлину продвинуться в мультфильме В поисках Немо.
Персонаж озвучен Эллен Дедженерес и Дженнифер Хейл в дополнительных средствах массовой информации, от видеоигр до аттракционов в тематических парках. Также были произведены различные товары персонажа, в том числе фигурки и игрушки, произведённые для McDonald's Хэппи Мил.

## История производства

### Кастинг
Изначально предполагалось, что Дори будет мужским персонажем во время подготовки к съемкам фильма. Эндрю Стэнтон признается, что боролся с трудностями при написании персонажа. Так было до тех пор, пока он не услышал, как его жена смотрит эпизод ситкома «Эллен» . Стэнтон был впечатлен способностью Эллен Дедженерес говорить на разные темы в течение нескольких минут, что привело к выбору Дедженерес. После производства «В поисках Немо» Эллен Дедженерес вызвала обеспокоенность у продюсеров фильма из-за того, что у комика потенциально не было возможности подсказать драматические реплики и выступления. После первого дубля речи Дори о том, чтобы Марлин не покидал её, первые пробные дубли Эллен были сочтены настолько эмоционально насыщенными, что продюсеры сохранили этот дубль в фильме. Дедженерес похвалил бы Стэнтон за то, что она создала персонажа с учётом её личности, особенно за её девиз «Всё плавать», который является философией, которую Дедженерес считает основной для своего персонажа, особенно когда её ситком «Эллен» был отменён ABC.

## Появления

### В поисках Немо
Дори впервые появляется в фильме, когда она случайно натыкается на запаниковавшего Марлина, преследующего водолаза, который схватил его сына Немо. Дори быстро извиняется и проверяет самочувствие Марлина. Пока Марлин паникует из-за потери лодки водолаза, Дори вспоминает, что видела такую лодку, и предлагает Марлину следовать в ее направлении к лодке. Незаметно для Марлина Дори забывает о своей цели и убегает от Марлина, думая, что он ее преследует. После того, как Дори кричит Марлину, чтобы тот прекратил преследовать ее, Марлин сбивчиво рассказывает ей о лодке, и Дори повторяет то же предложение. В раздражении Марлин говорит Дори, что она рассказала ему о направлении лодки. Дори извиняется и сообщает, что у нее кратковременная потеря памяти. Она предлагает помощь, но Марлин отвергает ее и отправляется на поиски сына.
Большая белая акула по имени Бугор приглашает Марлина и Дори в клуб акул на затонувшей подводной лодке, которая клянется считать рыбу друзьями, а не едой. Дори без подозрений следует той же клятве, которую дали акулы. Марлин пытается найти маску, чтобы прочитать ее адрес, но не понимает человеческого письма. Дори пытается прочитать его, но Марлин изо всех сил пытается сохранить маску при себе. Марлин случайно отпускает ремешок маски на Дори, из-за чего у нее идет кровь. Кровь заставляет Брюса включить свой естественный инстинкт, и он пытается съесть Марлина и Дори. Убегая, Дори удается частично понять «побег» через запасной выход. К удивлению Марлина, он торопил Дори читать маску, прежде чем столкнулся с Бугром. Эти двое бегут в торпедную пушку с маской во рту Брюса. Будучи в ловушке, Дори стреляла торпедой в рот Бугра, куда она и Марлин забирали маску. Бугор выплевывает торпеду, которая случайно взрывает целое минное поле, от которого все бегут.
После взрыва Марлин и Дори бегут с падающей подводной лодки, потеряв маску. Не обращая внимания на маску, Дори радостно плывет в пропасть и снова поднимается вверх, чтобы увидеть, как Марлин запаниковал из-за потери маски. Марлин винит Дори в том, что она потеряла маску, но Дори пытается подбодрить его песней, пока они плывут в бездну, чтобы найти маску. Дори путается в темноте, и Марлин пытается ее успокоить. Затем они столкнутся с удильщиком, который приманивает их своей биолюминесцентной антенной. Удильщик пытается их съесть, но Дори удается сбежать и найти маску. Она запоминает адрес «P Sherman 42 Wallaby Way, Sydney» как раз перед тем, как удильщик, преследующий Марлина, сталкивается с маской. Эти двое всплывут вверх.
Марлин пытается поговорить со стаей лунных рыб пока Дори радостно плавает и празднует, что смогла запомнить адрес. Стая рыб, убегающая от Марлина, заставляет его снова обвинить Дори и просит ее уйти, заставляя Дори плакать. Рыба-луна принижает Марлина и пытается подбодрить Дори, заставляя ее угадать нескольких морских животных, в которых превращается школа. Марлин сердито пытается уйти, а Дори спрашивает о его проблемах. Марлин разглагольствует о своих обстоятельствах в поисках сына, но Дори напоминает ему, что помогает ему. Затем она спрашивала у стаи рыб направление к Сиднею, и они говорили ей и Марлину, куда идти. Прежде чем отправиться в их направлении, рыба-луна говорит Дори пройти через приближающуюся траншею, а не через нее. Траншея имеет устрашающий вид, что вызывает у Марлина страх. Дори настаивает на выполнении приказов школы лунной рыбы, но Марлин пользуется ее детским характером и ведет ее через траншею, говоря ей, что есть блестящий предмет. Это приведет к тому, что двое окажутся в ловушке стаи медуз. Марлин уговорил Дори на игру в гонки, чтобы сбежать из школы медуз. Забыв о безопасности Дори, Марлин должен спасти Дори от косяка медуз, которые оба безмерно жалят.
Черепаха по имени Краш спасет двух рыб. Дори можно было увидеть играющей в прятки с детьми Краша. После того, как Марлин объяснил свое стремление найти своего сына, сын Краша по имени Прыск подтолкнул Марлина и Дори к их ближайшему месту к Сиднею от Восточно-Австралийского течения. В качестве квеста Дори и Марлина Дори играла в догадки с Марлином, и все вопросы были связаны с ним. Марлин паникует, что они никуда не делись, поэтому Дори успокаивает его. Затем они встречают силуэт фигуры, напоминающей рыбу. Марлин предупреждает Дори об опасностях, но Дори в конечном итоге сможет узнать больше о том, где находится Сидней. Фигура издает крики кита, из-за чего Дори имитирует его звуки. Это привлекает внимание фигуры, которая оказывается гигантским китом, который проглатывает Дори и Марлина.
Марлин пытается прорваться сквозь китовый ус, но Дори радостно плывет, не обращая внимания на то, что они внутри кита. Марлин с рыданиями опускается на дно пасти кита после того, как не смог сломать ус, что заставляет Дори утешить Марлина и мотивировать его, что они найдут Немо. Дори спрашивала кита о том, что он делает, что затем заставляло кита поднимать язык. Когда Марлин и Дори цепляются за вертикальный язык, Дори пытается общаться с китом, что приводит Марлина в ярость, заставляя кричать на нее. Затем Дори отпускала язык кита, услышав китовое пение, из-за чего Марлин схватил ее. Дори говорит Марлину, что кит просит их отпустить, Марлин спрашивает Дори, откуда она знает, что ничего плохого не произойдет, Дори отвечает, что не уверена. Неохотно, Марлин отпускает язык кита, что приводит к тому, что двоих выбрасывает за пределы кита через дыхало. Выяснилось, что кит доставил двоих в Сидней и что Дори действительно понимала китовый язык.
Затем на Марлина и Дори налетает голодный пеликан Джеральд, к которому они убегают. Друг Джеральда, Найджел, знает о Немо и предлагает подвезти Марлина и Дори, когда они пытаются бежать. Найджел быстро подбирает двоих после того, как рой чаек пытается съесть рыбу. Найджел убегает от чаек и находит точный адрес, который запомнила Дори. Выяснилось, что дайвер, дантист, думает, что Немо скончался, и пытается выбросить его, прежде чем Марлин заставляет Найджела войти в комнату. После драки с дантистом Марлин и Дори со страхом видят перевернутое тело Немо, которое затем прерывается, когда дантист успешно заставляет Найджела покинуть кабинет дантиста. Найджел извиняется за потерю Немо, из-за чего Марлин мрачно благодарит Дори за ее помощь, пытаясь уйти. Дори умоляет Марлина не оставлять ее и оставить как друга, особенно после того, как большую часть своей жизни она провела одна. Она благодарит Марлина за то, что он лучше запоминает, и говорит ему, что не хочет забывать. Марлин с сожалением говорит Дори, что хочет забыть обо всем путешествии, и поэтому возвращается к своему анемону.
Дори паникует от одиночества, пока в конце концов не обнаруживает маленького рыбку-клоуна в поисках своего отца. Прочитав логотип на трубе, Дори вспоминает первоначальный адрес на маске для подводного плавания и понимает, что рыба-клоун - это Немо. Она встречается с крабами, чтобы спросить, где Марлин, но они отказываются говорить. Дори хватает одного из крабов и угрожает скормить его чайкам, из-за чего краб немедленно сообщает ей и Немо, куда делся Марлин. Дори возвращает Немо теперь уже восторженному Марлину в коротком воссоединении, которое затем прерывается рыболовной сетью, ловящей косяки морского окуня и самой Дори. Немо настаивает на том, чтобы Марлин спустился, чтобы спасти Дори. Марлин повторяет песню Дори груперам, когда они плывут вниз, освобождая их всех от сети. Немо был ранен после того, как сеть упала, но снова встает после того, как Марлин рассказывает ему о своем приключении с Дори. В конце концов Бугор и его акулий клуб ведут Дори к рифу Марлина и Немо, частью которого она согласилась стать. Когда Немо идет в школу, Дори машет Немо на прощание вместе с Марлином.

### В поисках Дори
В воспоминаниях малышка Дори учится у своих родителей Дженни и Чарли. Затем он возвращается к периодическим эпизодам старения Дори, когда она пытается найти своих родителей. Она спрашивала несколько рыб, пока постепенно не забывала своих родителей из-за беда краткосточной памятью. Воспоминание заканчивается тем, что Дори обнаруживает Марлина, чтобы затем начать приключение первого фильма.
Через год после знакомства с Марлином и Немо Дори живет с ними на их рифе. Она работала помощником учителя Немо, мистера Ската. Во время экскурсии Дори вспоминает своих родителей, но ее уносит стая орлиных скатов. После краткого упоминания Немо над Морро-Бэй, Калифорнии, Дори отправляется на поиски своих родителей.
Найдя морских черепах, Дори, Марлин и Немо пройдут через Калифорнийское течение к месту назначения. По прибытии они исследуют место кораблекрушения, полное потерянного груза, где Дори случайно пробуждает гигантского кальмара, пытаясь позвать своих родителей. Кальмар преследует их и почти пожирает Немо. Им удается поймать кальмара в большой транспортный контейнер, и Марлин злится на неё за то, что она подвергла их опасности (в то время он возвращается, чтобы проведать состояние своего ребёнка, но Немо выглядит вполне нормально), что огорчает и прогоняет Дори. Услышав голос (Сигурни Уивер через громкоговоритель аквариума, она всплывала на поверхность в поисках помощи, где ее ловили сотрудники аквариума, чтобы переместить в ближайший пункт назначения троицы, Институт морской жизни.
Дори помещена в карантин и помечена. Там она встречает ворчливого семиногого осьминога по имени Хэнк. Бирка Дори помечает ее для перевода в аквариум в Кливленде, штат Огайо. Хэнк, который боится, что его выпустят обратно в океан, соглашается помочь Дори найти ее родителей в обмен на ее жетон. На одной из выставок Дори встречает своего друга детства по имени Судьбу, близорукую китовую акулу, которая раньше общалась с Дори через трубы, и Бэйли, белуху, которая ошибочно полагает, что потеряла способность к эхолокации. Впоследствии у Дори возникают воспоминания о жизни со своими родителями, в то время как Хэнк пытается найти Дори в ее бывшей среде обитания в аквариуме. Эти воспоминания включают в себя то, как она узнала свой девиз «просто продолжай плавать» и свой интерес к ракушкам. Ее кратковременная потеря памяти часто вызывает у Хэнка разочарование из-за того, что квест продлевает Хэнка. желание поехать в Кливленд, что заставляет его угрожать Дори, чтобы она отобрала у нее жетон. После целого дня поисков места обитания Дори Хэнк, наконец, привел Дори к месту назначения, и Дори передала Хэнку метку в Кливленд. Находясь в среде обитания, Дори замечает, что ее родители ушли, что напоминает ей, почему она вообще потерялась. В воспоминаниях Дори слышит, как ее мать плачет, опасаясь, что ее переведут в другой аквариум, поэтому она ушла за раковиной, чтобы подбодрить ее, к которой ее унесло подводным течением в океан. что напоминает ей, почему она вообще заблудилась. В воспоминаниях Дори слышит, как ее мать плачет, опасаясь, что ее переведут в другой аквариум, поэтому она ушла за раковиной, чтобы подбодрить ее, к которой ее унесло подводным течением в океан. что напоминает ей, почему она вообще заблудилась. В воспоминаниях Дори слышит, как ее мать плачет, опасаясь, что ее переведут в другой аквариум, поэтому она ушла за раковиной, чтобы подбодрить ее, к которой ее унесло подводным течением в океан.
После рассказа краба-отшельника что ее вид содержится в карантине аквариума, Дори пройдет через ту же трубу, которая унесла ее, к которой она в конечном итоге воссоединится с Марлином и Немо, ищущими ее. Судьба и Бэйли попытаются направить троицу в карантин аквариума, на что другие голубые хирурги говорят им, что родители Дори давным-давно сбежали из института, чтобы найти ее, только для того, чтобы они никогда не вернулись. Это заставляет Дори поверить, что они умерли. Хэнк вытаскивает Дори из аквариума, не зная, воссоединилась ли Дори со своими родителями, когда синие хирурги и рыба-клоун загружаются в грузовик для перевозки в Кливленд. Затем его задерживает один из сотрудников, и он непреднамеренно бросает Дори в канализацию, смывая ее в океан. Бесцельно блуждая, она натыкается на след из ракушек; вспоминая, что, когда она была маленькой, ее родители проложили аналогичную тропу, чтобы помочь ей найти дорогу домой, она идет по ней. В конце тропы Дори находит пустой мозговой коралл с несколькими следами ракушек, ведущими к нему. Когда она собирается уйти, появляются ее родители. В восторге от эмоций, семья рада снова видеть друг друга. Дори извинялась за свою инвалидность, на что ее родители отмахивались, говоря Дори, что именно ее уникальная личность в первую очередь заставила их воссоединиться. Они также говорят ей, что потратили годы, прокладывая для нее следы в надежде, что она в конечном итоге их найдет. Когда она собирается уйти, появляются ее родители. В восторге от эмоций, семья рада снова видеть друг друга. Дори извинялась за свою инвалидность, на что ее родители отмахивались, говоря Дори, что именно ее уникальная личность в первую очередь заставила их воссоединиться. Они также говорят ей, что потратили годы, прокладывая для нее следы в надежде, что она в конечном итоге их найдет. Когда она собирается уйти, появляются ее родители. В восторге от эмоций, семья рада снова видеть друг друга. Дори извинялась за свою инвалидность, на что ее родители отмахивались, говоря Дори, что именно ее уникальная личность в первую очередь заставила их воссоединиться. Они также говорят ей, что потратили годы, прокладывая для нее следы в надежде, что она в конечном итоге их найдет.
Дори вспоминает, что Немо, Марлина и Хэнка перевозили в Кливленд, и отправляется за помощью, чтобы вернуть своих друзей в океан. Судьба и Бэйли сбегают со своей выставки, чтобы помочь Дори спасти ее друзей на грузовике. Оказавшись на борту грузовика, Дори уговаривает Хэнка вернуться с ней в море, и вместе они угоняют грузовик и ведут его по оживленным шоссе, создавая хаос, прежде чем разбить его в море, освободив всю рыбу. Дори вместе со своими родителями и друзьями возвращайтесь на риф. Хэнк начинает приспосабливаться к счастливому образу жизни в океане, а также становится заменой учителя в школе Немо, когда Мистер Скат отправляется в миграцию. Затем Дори шла к тому же месту, где был пойман Немо, чтобы посмотреть на открытый океан. Марлин, опасаясь за безопасность Дори, последует за Дори до места высадки. Преодолев свои страхи.

## Воздействие на окружающую среду
После выхода «В поисках Немо» продажи вида Дори, голубого хирурга, резко возросли среди владельцев рыб и аквариумистов. Несмотря на популярность, все голубые хирурги, содержащиеся в неволе, вылавливаются в дикой природе, что вызывает опасения по поводу чрезмерного вылова рыбы для торговли домашними животными. Одновременно с выпуском «В поисках Дори» Лаборатории тропической аквакультуры Университета Флориды удалось успешно разводить голубых хирургов для ухода за людьми. Несмотря на надежды на то, что эта форма ухода станет общедоступной, в настоящее время она недоступна для общественных аквариумистов

## Приём

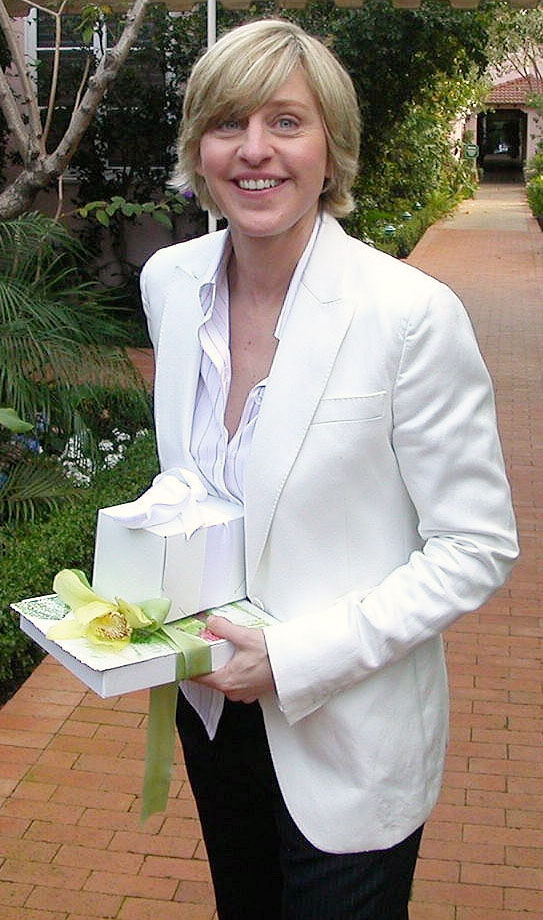
Эллен Дедженерес заговорила голосом Дори на английском языке

С точки зрения обычного зрителя Дори часто считают самым определяющим персонажем франшизы «В поисках Немо». Ее веселый и легкомысленный характер оказался популярным, особенно во время комедийных моментов, таких как попытка поговорить с китом, чтобы направить ее и Марлина в Сидней. Также хвалили ее сочувствующие черты, особенно когда она пытается сочувствовать депрессивному Марлину, прежде чем он покинет ее после того, как не смог спасти Немо перед его предполагаемой «смертью». Многие организации инвалидов задокументировали изображенную амнезию персонажа, особенно то, как представлены люди с ограниченными возможностями и их сверстники. Проект Disability Visibility Project и другие хвалили Дори за то, что ее инвалидность изображается как неотъемлемая часть персонажа, а не как слабость, которую необходимо преодолеть, что видно по тому, как персонажи реагируют на Дори. Неодобрение Марлина детской личности Дори и склонности к забывчивости было приписано тому, что люди с ограниченными возможностями доставляли неудобства своим сверстникам, и, несмотря на это, Марлин и Дори придерживаются своей основной цели - найти Немо, несмотря на их противоречивые личности. Беспокойство Дори по поводу ее инвалидности, возражающей против самой себя, подавляется ее родителями, говорящими ей, что именно ее действия и характер определяют, кем она является как личность. Хотя у Дори антероградная амнезия, такие организации, как Autism Awareness и Duke Chronicle, сравнили ее личность и характеристики с людьми, проявляющими черты аутизма или СДВГ . Примеры включают то, что Дори не знает, что основные социальные сигналы сродни аутизму, ее зацикленность на конкретных задачах, таких как перевод надписей на маске, сродни СДВГ. Общество изучения инвалидности описала инвалидность Дори как основной элемент ее персонажа как прогрессивное представление в основной анимации, но также отметила, что ее сверстники описывают ее способности как человека среди ее инвалидности как традиционное изображение того, что персонаж преодолевает инвалидность
За свое первое выступление Дедженерес получила премию «Сатурн» за лучшую женскую роль второго плана и была номинирована на премию Чикагской ассоциации кинокритиков за лучшую женскую роль второго плана.
В 2016 году ДеДженерес будет номинирован на премию Ассоциации кинокритиков Вашингтона за лучшее озвучивание.